# Basclay Zapata
Basclay Humberto Zapata Reyes (Chillán, 22 de octubre de 1946-Santiago, 3 de diciembre de 2017) fue un militar chileno, agente de la policía secreta de Augusto Pinochet.

## Biografía
Ingresó en 1965 en un regimiento en la zona de Chillán, donde alcanzó el grado de cabo primero.
En 1974 fue comisionado a la Dirección de Inteligencia Nacional, DINA, donde pasó a formar parte de la Agrupación Halcón I, dedicada a la represión del Movimiento de Izquierda Revolucionaria (MIR). Estaba bajo las órdenes de Miguel Krassnoff y actuaba junto a Osvaldo Romo. Se le apodaba "El Troglo" (apócope de troglodita) porque acostumbraba violar a las detenidas. Era un torturador agresivo y brutal. Durante ese tiempo se casó con la agente María Teresa Osorio, alias “Marisol" y "María Soledad”, que trabajaba en la Villa Grimaldi.
En 1992 fue ascendido a sargento y se le asignó a la DINE, realizando además labores docentes en la Escuela de Suboficiales.

## Procesos judiciales
Fue procesado por varios casos de violaciones a los derechos humanos. Fue el autor material de la muerte de Eulogio del Carmen Fritz Monsalve, participó en la captura de Diana Arón Svigilisky y fue, junto con Romo, responsable de la desaparición de Alfonso Chanfreau Oyarce.
En mayo de 2007, fue condenado a 10 años de prisión por los secuestros de los hermanos Hernán Galo y María Elena González Inostroza y de Elsa Leuthner Muñoz y Ricardo Troncoso Muñoz, detenidos por la DINA en un departamento de calle Bueras 172, de la comuna de Santiago. En junio de 2007, ingresó en el recinto penal de Punta Peuco, donde permaneció recluido hasta su muerte.
Además de esta sentencia, el exsuboficial cumplió una pena de tres años de pena remitida por el secuestro del detenido desaparecido Manuel Cortez Joo.
Falleció la tarde del domingo 3 de diciembre de 2017 en el Hospital Militar de Santiago.